# Armand Călinescu
Armand Călinescu  (n. 4 iunie 1893, Pitești, România – d. 21 septembrie 1939, București, România) a fost un jurist, filosof, om politic și ministru român. A fost, de asemenea, cel de-al 39-lea prim-ministru al României în perioada 7 martie 1939 până la asasinarea sa din 21 septembrie 1939.

## Copilărie
Armand Călinescu s-a născut la Pitești, în familia colonelului Mihai Călinescu și a soției sale Ecaterina, născută Gherman. A urmat școala și Liceul „Ion C. Brătianu” în localitatea natală, fiind un elev eminent.

## Studii
În 1912 a început cursurile Facultății de Drept la Universitatea București, urmând în paralel și cursurile Facultății de  Filosofie. A obținut titlul de doctor în științe politice și economice la Paris cu teza Le change Roumain. Sa depreciation depui la guerre et son retablissement.

## Viața politică
În 1918 a fost numit judecător de pace în județul Argeș, iar în anul următor a intrat în politică, în Partidul Țărănesc al lui Ion Mihalache și Virgil Madgearu, care avea mai târziu să devină prin fuziune Partidul Național Țărănesc. A fost ales deputat în parlament în 1926, ținând primul discurs la 29 iunie 1926. Un imbold pentru cariera sa l-a constituit venirea la putere a PNȚ în 1928, Armand Călinescu fiind numit prefect de Argeș prin Decretul regal nr. 2.786 din 11 noiembrie 1928, apoi subsecretar de stat la Ministerul Agriculturii și Domeniilor.. În 1930 devine subsecretar de stat la Ministerul de Interne, ceea ce coincide cu o înăsprire a măsurilor împotriva dezordinilor sociale.
Atitudinea sa fermă față de legionari a produs căderea în 1933 a guvernului Vaida-Voievod, din care făcea parte. A revenit în guvernul condus de Octavian Goga în funcția de ministru de interne. În 1938, a făcut posibilă arestarea lui Corneliu Zelea Codreanu, condamnat la 10 ani de muncă silnică la minele de sare, inclusiv pentru „cârdășie cu șeful unei puteri străine” (Hitler). A fost implicat în executarea ordinului lui Carol al II-lea de asasinare în închisoare a lui Corneliu Zelea Codreanu și a celorlalți lideri legionari.
A participat în decembrie 1938 ca membru fondator la întemeierea partidului regal, Frontul Renașterii Naționale.

## Prim-ministru
După scurte mandate ca Ministru al Sănătății, Ministru al Educației Naționale și Ministru al Apărării Naționale, la 7 martie 1939, regele Carol al II-lea îl numește în funcția de președinte al Consiliului de miniștri (prim-ministru) al României. În această calitate, Armand Călinescu a continuat politica externă tradițională, apropiată de Franța și Marea Britanie. În septembrie 1939, a permis refugiul prin România al guvernului polonez după invadarea și ocuparea Poloniei de către Germania nazistă, precum și evacuarea prin România a tezaurului polonez.

## Moartea și repercusiunile ei

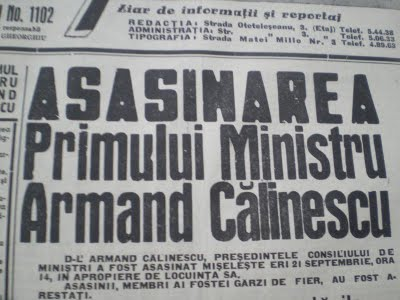
Prima pagină de cotidian despre asasinatul lui Armand Călinescu

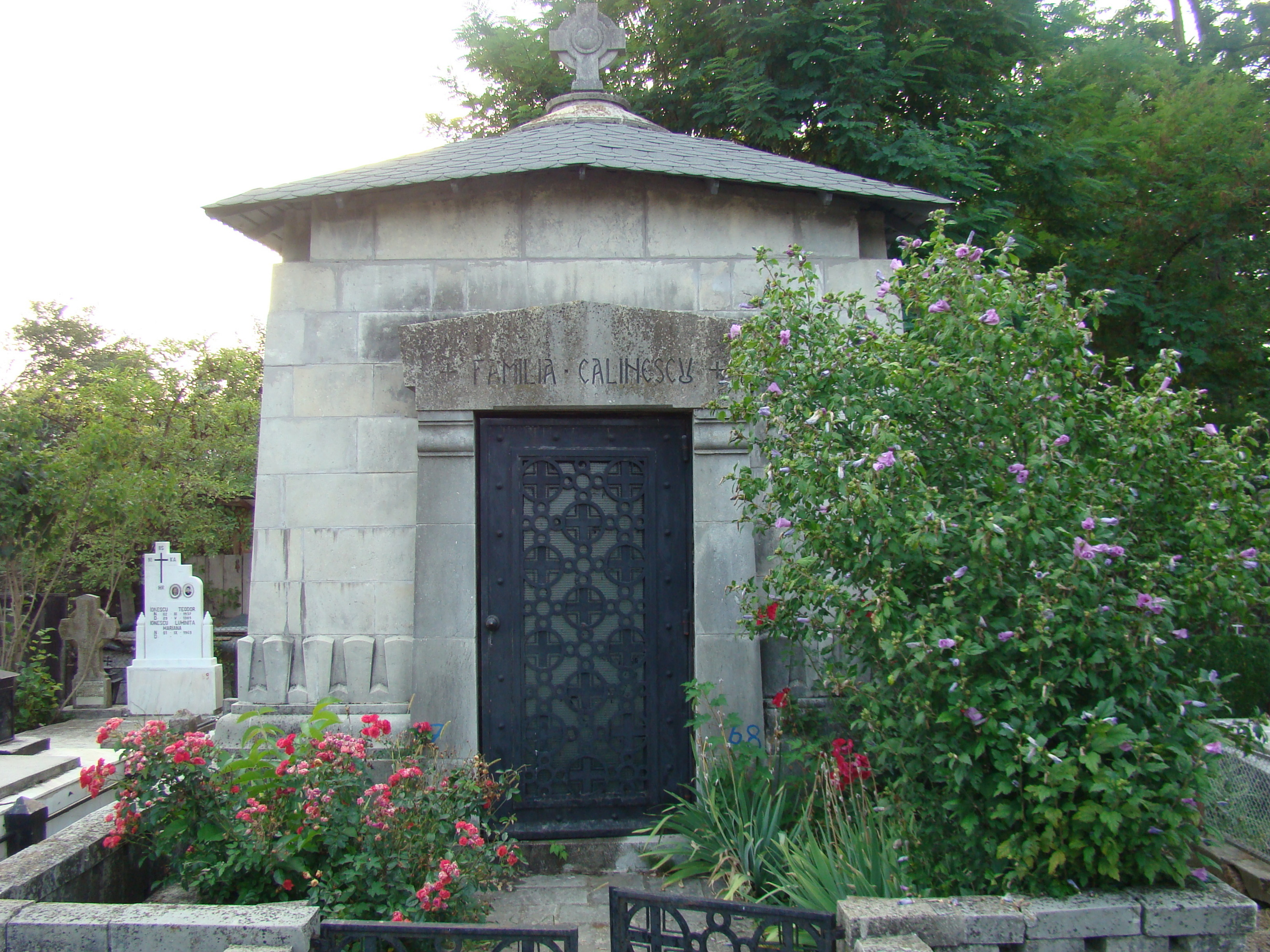
Cavoul familiei Călinescu din Curtea de Argeș

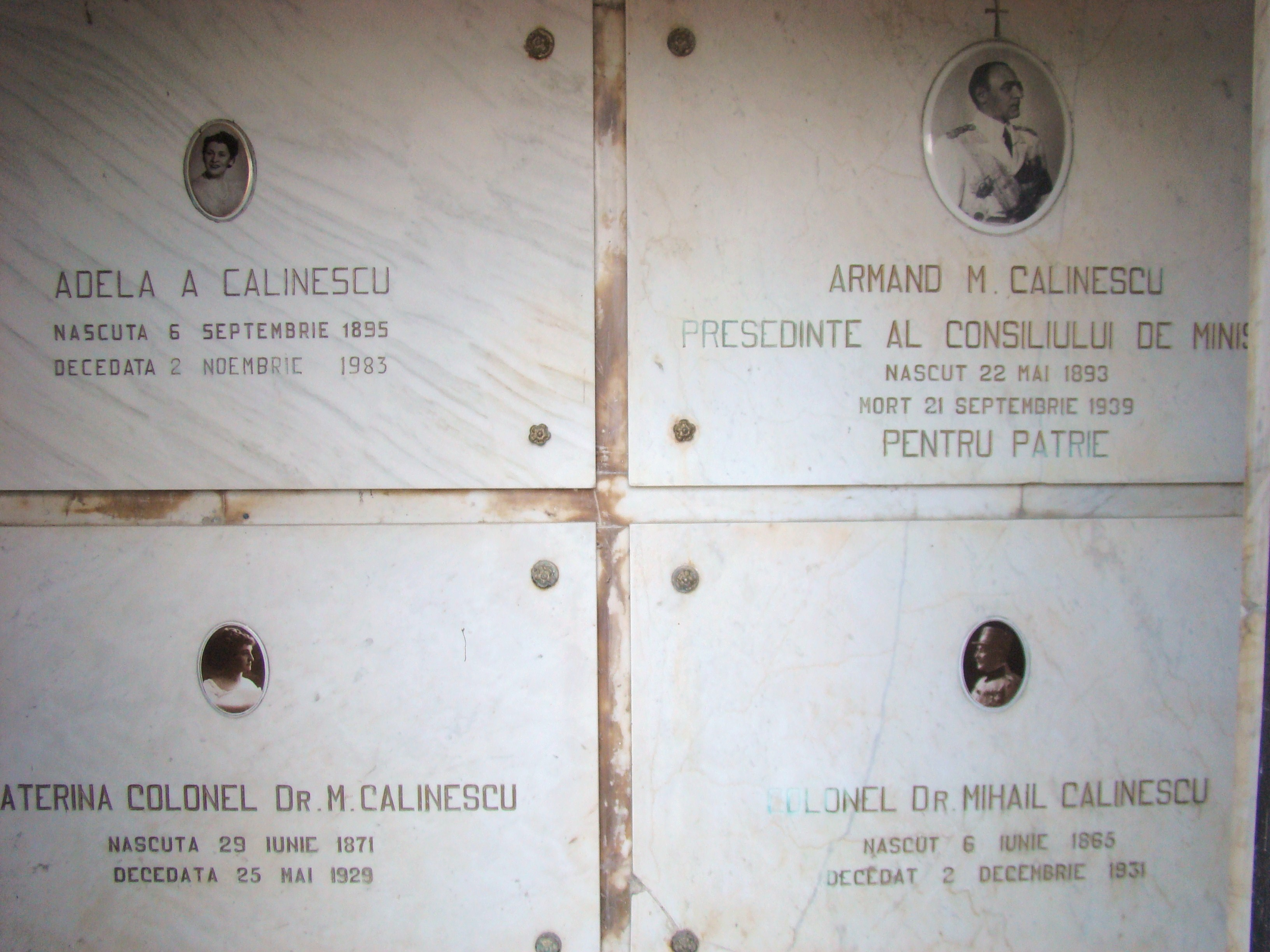
Cavoul familiei Călinescu din Curtea de Argeș

Adversarii săi legionari au afirmat existența unui plan secret al lui Călinescu, aprobat de Marea Britanie, de a distruge câmpurile petrolifere din Prahova în cazul unui atac german asupra României.  A fost asasinat în București pe 21 septembrie 1939, de un comando legionar condus de avocatul Miti Dumitrescu.
După asasinat, legionarii respectivi au asaltat postul de radio unde au preluat controlul și au vrut să facă un anunț despre asasinarea lui Călinescu, însă personalul tehnic a deconectat transmițătorul, așa că această acțiune a eșuat. Aceștia s-au predat, fiind împușcați în stradă, fără judecată, cadavrele lor fiind lăsate în stradă timp de 3 zile. La locul respectiv a fost pusă o pancartă pe care scria „Aceasta va fi de aici înainte soarta asasinilor trădători de țară". De asemenea au fost aduși elevi de la școlile din capitală pentru a vedea cadavrele. În toată țara au început din ordinul lui Carol al II-lea execuții sumare ale legionarilor, cel puțin 300 de legionari fiind uciși fără judecată de către autorități, unii din ei fiind spânzurați de stâlpi de telegraf. Represiunea a avut loc sub guvernul Gheorghe Argeșanu, care după finalizarea acestei misiuni a fost înlocuit cu guvernul Constantin Argetoianu. 
În Însemnările zilnice ale sale din 1939, Argetoianu, un atent observator al vieții politice, remarca cruzimea cu care fuseseră săvârșite represaliile, cruzime care avea să îi fanatizeze și mai mult pe legionari. În noiembrie 1940, Argeșanu a plătit cu prețul vieții răzbunarea lui Călinescu, iar alți demnitari apropiați de Carol al II-lea au trecut foarte aproape de moarte.